# آپلارد
آپلارد (به سوئدی: Aplared) یک منطقهٔ مسکونی در سوئد است که در بخش بوروس واقع شده‌است. آپلارد ۰٫۵۵ کیلومتر مربع مساحت و ۴۶۵ نفر جمعیت دارد.